# ヒュンダイ・i20
i20とは、韓国・現代自動車（ヒョンデ〈ヒュンダイ〉）の欧州Bセグメント級のサブコンパクトカーである。1セグメント下のi10同様、インド・チェンナイ工場で生産が行われ、欧州市場などに輸出される。従来のゲッツ/クリック（日本名：TB）に代わる車種であるが、韓国市場ではi20の販売が行われないため、アクセントがヒョンデ（ヒュンダイ）のエントリーモデルとなる。また、インド市場では従来のゲッツも併売される。
日本市場には2009年内にも導入されると報じられたが、乗用車販売からの撤退によりその可能性は消滅している。そのため日本で市販車を見ることはないが、2代目のi20クーペNについては世界ラリー選手権でヒュンダイ・モータースポーツGmbHが開発するWRカーやグループRally2車両のベースとなっており、それがミニ四駆化されるなどその存在がよく知られている。

## 歴史

### 初代（PB型、2008年-2014年）
ボディタイプは3ドアおよび5ドアハッチバックの2種類。2008年10月のパリモーターショーにて5ドアが、翌2009年3月のジュネーヴモーターショーで3ドアがそれぞれ世界初公開された。インドでは2008年12月29日に販売が開始された。
キア・ソウルとプラットフォームを共有する。エンジンは1.2L 57kW/77PS、1.4L 74kW/99PS、1.4Lディーゼル（55kW/74PSと66kW/89PS）の4種類で、トランスミッションは5MTと4ATが用意される。
ユーロNCAPでは5つ星を獲得している。
2012年にフェイスリフトが行われ、 現代自動車の新しいファミリーフェイスである「ヘキサゴナルグリル」や横型ヘッドランプが採用された。 パワートレイン面では1.6Lガソリンエンジンがラインアップから消え、1.1Lディーゼルエンジンが追加された。 欧州市場の売れ行きはそれなりに好調だった。
2013年1月、現代自動車は2014年からWRCに11年ぶりに復帰することを発表し、i20の3ドアをベースに約300PSを発揮する1.6Lターボエンジンを搭載したWRカーを投入するとした。迎えた復帰戦の2014年シーズン開幕戦ラリー・モンテカルロでは、参戦した2台の両方がリタイアするという結果に終わったものの、9月のラリー・ドイチュラントでは見事初優勝を果たした。

### 2代目  (GB/IB型、2014年-2020年）

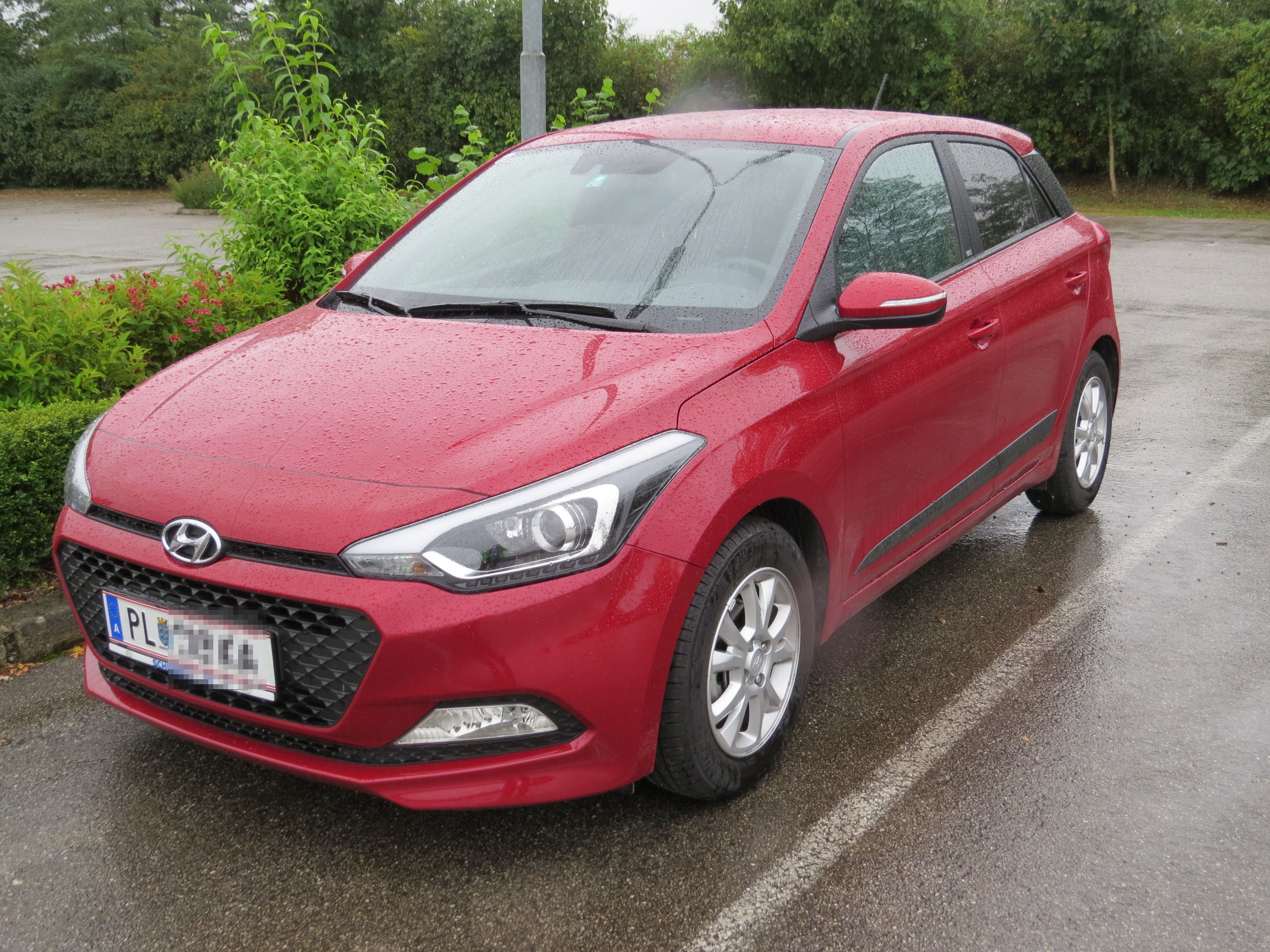
2代目ヒュンダイ i20 2017年仕様

2014年にフルモデルチェンジを経て、第2世代へと進化した。 ヘキサゴナルグリルは初代に比べシンプルになり、より洗練されたデザインとなった。 当初は5ドアハッチバックのみのラインナップであったが、その後、3ドア仕様の「クーペ」、クロスオーバー仕様の「アクティブ」も登場している。2016年にはこの車をベースにラリー仕様の「i20 WRC」が登場した。2018年には5ドアおよびアクティブのフェイスリフトモデルが公開された。
インド市場向けモデルは開発名「IB」として開発され、「エリートi20」という名前で発売された。 欧州市場向けモデルに比べ多くの部分でコスト削減を行った。

### 3代目  (BC3型、2020年-）
2020年2月に公開された。7代目エラントラなどと共通する、現代自動車の新たなデザイン哲学「Sensuous Sportiness」に基づいたエクステリアデザインが採用されている。 5ドアハッチバックが先に公開され、アクティブの発売も予定されている。 3ドアモデルは需要低迷により発売されない。 ダッシュボード中央には、10.25インチLCD計器板と10.25インチタッチスクリーンをオプションで装着可能である。 通常モデルのガソリンエンジン仕様（1.0Lターボ、1.2L）には48Vマイルドハイブリッドが組み合わせられる。1.5Lディーゼルエンジン仕様や、スポーティなデザインを備えた「N LINE」もラインナップされている。 2021年には1.6Lターボエンジンを搭載する高性能仕様の「i20N」が発売される予定である。